# ヨルの鍵
『ヨルの鍵』（ヨルのかぎ）は、高村真耶による日本の漫画。『少年ジャンプ+』（集英社）にて2018年2月13日から毎週火曜配信で連載開始。2019年3月19日の配信後、作者の体調不良のために休載していたが、2020年1月3日より隔週金曜更新で連載を再開し、同年6月12日に完結した。

## あらすじ
魔法を呼び出すことのできる『鍵』を誰もがひとつ持って生まれてくる世界。大国クレイテュラの末王子ヨルドは、自らの『闇の鍵』によって国境の街ニネイを住民もろとも消し去った過去を持っていた。自責の日々を送っていたヨルドだったが、『識』の鍵を持つ少女メメとの出会いをきっかけに、自身の鍵の意味や力の使い道を考え始める。
クレイテュラは隣国ニニギニルとの間に戦争と休戦を繰り返しており、現在はニネイ消失を機に戦争状態にあった。ヨルドはメメの軍務を通じて、ニニギニルの皇子で幼馴染でもあるアサギスと再会する。アサギスに戦争の悲惨な現実を見せられたヨルドは王子としての自覚を新たにし、王位継承争いに名乗りを上げる。それはヨルドを含む9人の王子王女に王が指輪を授け、9つの指輪すべてを集めた者が次期国王となるというものであった。
メメ達に支えられ、兄姉とぶつかりながら少しずつ認められていくヨルド。その過程で、ニネイ消失は当時母ミラを亡くしたばかりだったヨルドの心につけこんだ第一王子ジューダスの策謀であったことが明らかとなる。ジューダスとの決着をつけるべく王都へ向かったヨルドが見たものは、ジューダスの術によって傀儡化されたメメと王都の人々だった。
出生の経緯から世界を憎悪していたジューダスはメメと王都の住民の魔力を使い、ニニギニルとクレイテュラ両方を滅ぼそうとする。一方、肉体に還れなくなっていたメメの魂は、魔法が出ずる『扉』の向こう側に辿り着き、そこで『識』によって鍵と魔法の真理を知らされる。『識』とヨルドの力によりジューダスの反乱は終結し、自らの存在意義を悟ったヨルドは、『夜の鍵』を使って扉を消す決断を下す。

## 登場人物

### クレイテュラ王国
物語の主な舞台となる大国。建物や街の様子などは近代ヨーロッパ風だが、鍵の力を利用した科学技術も普及しており、服装にも現代的な面が見られる。複婚制であり、現王は四人の王妃を持つ。王子王女はミドルネームに各々の生母の名が入っている。
ヨルドミデン・ミラ・クレイテュラ
本作の主人公。通称ヨルド。クレイテュラの第六王子。17歳(最終話では18歳)。身長181cm。11月5日生。
万物を吸い込み消し去る闇の鍵の担い手。鍵の力で国境近くの街ニネイを住民ごと消し去った過去を持ち、王宮を出てニネイ跡地の傍らでニネイ再生のための研究をしながら隠遁生活を送っていた。人々からは『ロスト・ニネイの死神王子』と仇名され孤独に生きていたが、メメとの出会いやアサギスとの再会を通じて、王子として何ができるかを考え始める。王位継承争いへの参戦を機にニネイの地を拝領し、ソル・ニネイの領主として復興事業に精を出す。
平和を好む温和な性格だが、仲間を守るためには鍵を使っての戦闘も厭わない。真面目ゆえに目の前の障害に対しては基本的に正面突破で、大胆な作戦を考えて周囲を驚かせることも。
亡くなった母ミラの愛の鍵（癒しの魔法）の能力が体内に残っており、かなりの重傷でも早期に回復する。鍵の位置は人差し指。
メメ
万物の心を見通す『識』の鍵を持つ少女。16歳。身長162cm。4月7日生。
世界に一人しか現出しない識の鍵の担い手であるため、国家索引『ミームリウス』として名前も与えられず国(軍)に管理されていた。脱走を繰り返すうちにヨルドと出会い、ミカレイの計らいでともに暮らすことになる。
明るい性格で子供っぽい一面もあり、しばしばヨルドたちを振り回しつつも元気付ける。片付けが壊滅的に苦手。ミームリウスとして他人の心を覗かされ続けてきた過去から、ヨルドや少年兵の傷ついた心に優しく寄り添う反面、軍務に際しては冷徹に振舞うよう努める。ヨルドの鍵について『その力で救えるものもある』と説く一方で、自分の鍵のことは『何でも知ることができるつまらない鍵』『知ったつもりになるだけ』と評している。鍵の位置は小指。
ミカレイ・バーン
クレイテュラ軍の大佐。30歳。身長188cm。7月1日生。
ミームリウス（メメ）の管理職で、脱走したメメを追ってヨルドと出会う。ニネイ出身。ロスト・ニネイ事件で妻子を失ったためヨルドのことを憎んでいたが、ヨルド自身のニネイへの想いを知り、メメがヨルドのもとで暮らせるよう取り計らった。
直情的でやや粗暴な性格だが大人の分別も持ち合わせており、ヨルドやメメに対しては保護者目線。
かつては第一王女リリアンキルの片腕として働いていたが、戦争に明け暮れる日々に嫌気がさしてミームリウスの管理職に移ったという経緯がある。後にヨルドの副官となり、ソル・ニネイ総司令として働くようになる。火鍵の担い手。
ゼーグ・ルルード
クレイテュラ軍の大佐。30歳。身長173cm。12月15日生。
鍵素研究の第一人者で様々な鍵素技術の発明者。元は第二王子クーザーの部下であり、ヨルドには闇の鍵への知的好奇心から近付いた。一見柔和でいつも笑顔だがその実態は食えない性格の策略家。
かつては戦災孤児で、道端で自作の鍵素器を売っていたところをミカレイの父親に見込まれ拾われた。後にヨルドの副官となりソル・ニネイの参謀として働くようになる。水鍵の担い手。
ミラ
ヨルドの生母。第四王妃。享年28歳。元はミームリウス院で働くメイドだった。王とは恋愛結婚。
強力な愛鍵の担い手だったが、ヨルドを身ごもったことで胎内のヨルドの闇の鍵に少しずつ鍵を吸収され、ヨルドを産んだ後も衰弱し続け死亡した。
お菓子作りが得意で他の王子たちからも慕われていた。ミームリウスとして軟禁状態だった幼いメメにこっそり菓子を差し入れ、『メメ』の名前を与える。
ダンゼル・ベリ・クレイテュラ
ヨルドたち９人の王子王女の父親。クレイテュラ王国５代目国王。296歳。身長173cm。
自身の風の鍵の他、クレイテュラ国王が継承する『刻の鍵』を有しており、肉体の老化を止めている。ロスト・ニネイ事件の際、集まっていた要人たちを救うために加速能力を行使し一気に老いた。
幼いヨルドを「生まれてくるべきではなかった子」として殺そうとしたこともあるが、根底には国の未来を憂う気持ちがある。
リリアンキル・カーラ・クレイテュラ
第一王女。28歳。王と第一王妃カーラの間に生まれた第一子でヨルドの異母姉。通称リリー。175cm。8月11日生。
『獄炎のリリアンキル』の異名を持つ、強力な火鍵の担い手。女だてらに軍隊を率いて前線に立つ女傑。軍での階級は中将。
同母妹のキャスメラのことを可愛がっており、彼女から贈られた真っ赤なリボンを常に髪につけている。気高く強い心の持ち主だが、それゆえに人の心の弱さに疎いところがあり、ミカレイやキャスメラとのすれ違いを招いた。
ジューダス・イーシュ・クレイテュラ
第一王子。27歳。ニニギニルから嫁いできた第二王妃イーシュの子。198cm。1月1日生。
『竜鋼の鍵』と呼ばれる強力な鋼の鍵の担い手。魔力で動く巨大な竜のようなものを創造することができる他、魂のない肉体に自らの鍵を刻んで『人形』として操る術も使う。自身の出生と母の死を巡る事情から世界に対して憎しみを抱いており、王の『刻の鍵』を手に入れるために反逆を起こす。
顔に傷跡があり普段は仮面をつけている。かつてヨルドをそそのかし、ロスト・ニネイ事件を起こさせた張本人。
クーザー・イーシュ・クレイテュラ
第二王子。24歳。ジューダスの同母弟。167cm。9月15日生。
『犀氷の鍵』と呼ばれる氷の鍵の担い手。ヨルドの母ミラを慕っていたため、その死の遠因となったヨルドを憎んでいる。アサギスの攻撃によって鍵のある右腕を失う。ジューダスの反乱に加担した。
サーミリアス・ロンド・クレイテュラ
第三王子。23歳。第三王妃ロンドの子。通称サミー。164cm。4月29日生。
クレイテュラ一の武器商の血筋で、軍需産業で栄える街ラザンの領主。食事と女の子が大好きで俗っぽい言動をするが、鍵の力や争いを好まない性格のためヨルドからは好意的に見られている。ヨルドの指輪と引き換えにソル・ニネイに資金援助をし、経理についての助言も行う。風鍵の担い手。
ハミルカル・イーシュ・クレイテュラ
第四王子。21歳。ジューダスの同母弟。通称ハミル。185cm。2月15日生。
身体が弱いため王宮から出たことがなく、境遇の似ているメメに親近感を持っている。反逆の際はジューダス側についた。愛鍵の担い手。
マルファータ・ロンド・クレイテュラ
第二王女。20歳。サーミリアスの同母妹でベルフォートと双子。通称マルー。152cm。6月22日生。
博識で勤勉家。ジューダスの協力で禁忌とされる複製鍵術を完成させ、ロスト・ニネイの際にミラの複製を作って加担した。水鍵の担い手。
ベルフォート・ロンド・クレイテュラ
第五王子。20歳。サーミリアスの同母弟でマルファータと双子。通称ベル。152cm。6月22日生。
実は10歳の時に病死しており、以降はマルファータの肉体を鍵術で複製したものに鍵（魂）を移して生き永らえている。好戦的な性格でニニギニルとの戦争にもしばしば出陣しており、『ベルフォートは不死身』と噂されている。毒の鍵の担い手。
キャスメラ・カーラ・クレイテュラ
第三王女。18歳。リリアンキルの同母妹。ヨルドとは半年違いの異母姉。通称キャス。154cm。3月4日生。
同母姉であるリリアンキルに対して尊敬と憧れの気持ちを抱いており、戦場で隣に立って戦いたいと夢見る一方、魔力が弱く劣等感に苛まれていた。年が近く強力な鍵を持つヨルドに憎しみを向けオーバーフロー（鍵の暴走）を招くが、ヨルドに救われる。砂の鍵の担い手。
ヒュートン
ヨルドが通っている学校の教師。物語開始時点でヨルドの数少ない理解者であり、ヨルドのニネイ再生研究にも協力していた。国王とは旧知の仲。風鍵の担い手。
エナ
ミカレイの副官の女性。階級は中尉。愛鍵の担い手。
ヨルドの祖父
ミラの父で先代のミームリウス。
闇の鍵について調べるために最先の樹への潜行を繰り返しているうちに魂が現世へ戻れなくなり死亡（実はジューダスの陰謀による）。同じく潜ってきたメメの前に現れ、これまで調べてきた闇の鍵の情報を託す。

### ニニギニル帝国
クレイテュラ王国の隣国。クレイテュラとは長年戦争状態にある。クレイテュラより1000年ほど歴史が浅く、軍事兵器や建物の様子など、クレイテュラよりもやや現代的な描写がされている。
アサギス・ニニギニル
ニニギニルの皇子。17歳。身長178cm。8月13日生。母親はクレイテュラ王の近縁者。腹違いの妹がいる。
幼いころ和平大使としてクレイテュラで生活していたことがあり、ヨルドとは同じ学校に通った幼馴染。その実態は大使とは名ばかりの人質であったとも言われている。明るく真っ直ぐな性格で、内気だったヨルドともすぐに打ち解けた。
ロスト・ニネイ事件の際にヨルドを止めようとして左手首から先を失い、以降は鍵術で再生した義手をつけている。ニニギニルの外交戦略のため対外的にはロスト・ニネイで死亡したとされていたが、ヨルドと再会を果たし、ともに和平を目指す。軍での階級は大尉。雷鍵と鋼の鍵の担い手。
シャラ
アサギスの副官の女性。20歳。身長158cm。
かつてアサギスのクレイテュラ滞在に付いてきていたためヨルドとも幼馴染。
スパイとしてクレイテュラに潜入していたところをゼーグに捕らえられヨルドと再会する。軍での階級は中尉。風鍵の担い手。
皇帝
ニニギニル帝国の皇帝。妹イーシュをクレイテュラ王家に嫁がせ、引き換えにクレイテュラ王の近縁の娘を妃に迎えてアサギスをもうけた。イーシュを死に追いやったクレイテュラへの憎悪を隠さないが、イーシュの息子であるジューダス達については情も見せる。

## 用語
鍵
この世界の誰もが生まれながらに持っている、右手の指に刻まれた模様のこと。どこかに存在する『魔法の力が出ずる扉』を開いてこの世界に魔法の力を喚ぶものとされており、鍵によって特定の属性の魔法を行使することができる。鍵の模様は属性ごとに共通性はあるもののひとつとして同じものは無く、持ち主が死ねば鍵も消えることから、鍵はその人の魂であると言われている。基本的には一人一つだが、アサギスのように二つの鍵を持つ人間や、マルファータとベルフォートのように鍵が移行する例、ミラとヨルドのように鍵の能力が吸収され遺される例、クレイテュラ王のように代々鍵を継承する例も存在する。
鍵の種類（魔法の属性）はさまざまで、火鍵や水鍵のように体の外に物質を生み出す黒鍵（くろけん）と、愛鍵（癒しの力）や識の鍵のように人の内面に働きかける白鍵（しろけん）に大別され、火、水、風、土、愛の鍵が最も人口の多い五大鍵と呼ばれている。闇の鍵は白黒どちらに分類されるのか学者間で意見が分かれており、『もつれた鍵（エンタングル）』とも称されている。
鍵素
鍵の能力を抽出したもの。鍵素を宿らせた道具（鍵素器）を使うことにより、自分の鍵とは異なる属性の魔法も使えるようになる。ゼーグの研究により開発され、現在では日常生活に欠かせない技術となっている。
ロスト・ニネイ
8年前にヨルドの闇の鍵によって国境近くの街ニネイが住民もろとも消失した事件、あるいは、その跡地を指す。ニニギニルとの和平調印式当日の出来事であり、これによって皇子アサギスが死んだ（とされていた）ため、和平は白紙となり両国間の関係は悪化した。8年経った後も大地には闇の力が残っており、草木を生やすことも水を溜めることもできなかったが、後に黒籠槍によって浄化され、ソル・ニネイとして復興しつつある。
黒籠槍（メラン・コフィン）
ニネイ浄化のために開発された鍵動機。ヨルドの長年の研究にメメやゼーグの協力を加えて完成した。使用者の魔力（属性は問わない）を動力に変換し、ニネイの地に残された闇の鍵素を除去する。
ミームリウス制
現世に一人しか現れない『識』の鍵の担い手『ミームリウス』を国家が管理する制度。ミームリウスは名前を与えられず幼少時から知識を詰め込まれ、存在自体が国の重要機密として扱われる。メメは第四十四代のミームリウス。
最先の樹（いやさきのき）
王宮に立つ全知の大樹。『識』の鍵の力によってアクセスすることができ、深く潜れば潜るほど遠い過去を見ることができるが、潜り過ぎると魂が深淵から戻ってこられなくなり肉体は死を迎える。歴代のミームリウスたちの墓標が立っている。
命の夜
魔法の扉の向こう側。魔法の代償として回収された生命の眠る場所であり、現世で鍵が行使されると生命は扉を通り魔法として消費される。現世での魔法の消費が増加していること、夜の鍵による生命の回収が行われないことから、生命の枯渇状態が続いている。消費されてきた命たちの記憶の化身『識』の存在する場所でもある。

## 書誌情報
- 高村真耶『ヨルの鍵』集英社〈ジャンプ・コミックス〉、全5巻
  1. 2018年6月4日発売[7]、ISBN 978-4-08-881479-7
  2. 2018年9月4日発売[8]、ISBN 978-4-08-881613-5
  3. 2019年2月4日発売[9]、ISBN 978-4-08-881715-6
  4. 2020年3月4日発売[10]、ISBN 978-4-08-881808-5
  5. 2020年8月4日発売[11]、ISBN 978-4-08-882385-0